# Friedrich Porges
Friedrich Porges (* 14. Juli 1890 in Wien; † 24. Jänner 1978 in Hollywood, Kalifornien) war ein österreichisch-amerikanischer Journalist, Publizist, Filmkritiker, Herausgeber, Schriftsteller, Filmregisseur und Drehbuchautor.

## Leben
Geboren als Sohn von Ludwig Porges und Viktoria, geborene Bing-Eisenstädter de Buzias, und jüngerer Bruder von Edmund Porges, wuchs Friedrich Porges in Wien-Alsergrund auf. Er studierte Philosophie und Literatur in Wien.
Erste Texte von Porges erschienen bereits 1908. Ab 1917 war er als Drehbuchautor und ab 1921 auch als Regisseur für die Sascha-Filme tätig. Seit der ersten Ausgabe vom 6. November 1924 bis Ende 1925 betreute er die Rubrik Film-Bühne der Zeitschrift Die Bühne, bevor er 1926 mit Mein Film seine eigene „Illustrierte Film- und Kinorundschau“ gründete, die eine der am längsten bestehenden Filmzeitschriften Österreichs wurde und – mit Unterbrechung von September 1939 bis September 1945 – bis 1957 erschien. Daneben hatte er die redaktionelle Leitung der vom 30. August bis 29. November 1926 erschienenen Beilage Der Film-Morgen der Wochenzeitschrift Der Morgen, schrieb weiterhin für Die Bühne sowie für die Wiener Sonn- und Montagszeitung und wurde Wiener Theater-Korrespondent der Berliner B.Z. am Mittag. Mitte der 1920er bis Mitte der 1930er Jahre schrieb er für die Kolumnen Neue Filme, Neue Tonfilme und schließlich Der Tonfilm in der Tageszeitung Der Wiener Tag regelmäßig Kritiken zu neu herausgekommenen internationalen Produktionen.
Porges war Gründungsvorsitzender der literarischen Gruppe der Kunstgemeinschaft und Mitglied im PEN-Club. Als absehbar wurde, dass er als Sohn jüdischer Eltern im Zuge der Annäherung Österreichs an Nazi-Deutschland seine Filmzeitschrift Mein Film verlieren würde – was Ende März 1936 auch geschah – gründete er die dreisprachige (deutsch, englisch, französisch) Filmzeitschrift Start bzw. Film Start, von der zwischen Februar und September 1936 fünf Nummern erschienen. 1938 emigrierte er über Zürich nach England, wo er in London als Journalist tätig war, bevor er 1943 in die Vereinigten Staaten übersiedelte und dort Novellen, Dramen und Drehbücher verfasste, sowie, unter anderem, für die Exil-Zeitschrift Aufbau arbeitete. Während des Krieges und noch längere Zeit danach war er für das US State Department und „Voice of America“ tätig. In der Nachkriegszeit war er als (Auslands-)Korrespondent für zahlreiche Medien tätig, unter anderem für ein Filmmagazin des ORF. Er verfasste die deutschsprachigen Versionen für die Walt-Disney-Zeichentrickfilme Fantasia, Saludos Amigos und Bambi.
Porges war Gründungsmitglied der Hollywood Foreign Press Association, zu deren Präsident er dreimal gewählt wurde (1948, 1954 und 1957). 1961 hielt er die Position des „Chairman of the Board“ inne.
Für die Aufbau-Beilage „Die Westküste“ hat Porges ca. 1000 Beiträge verfasst, in welchen er über allgemeine politische und kulturelle Themen Kaliforniens berichtete. In seiner Rubrik „Man About Hollywood“ hat er sich dem Film gewidmet. „Interviews mit führenden Hollywood Persönlichkeiten, kritische oder auch zynische, aber auch wieder enthusiastische Überblicke auf die Ereignisse der Leinwand gaben ihm immer wieder Gelegenheit, seine enorme Sachkenntnis auf dem Filmgebiet zu beweisen“.
Porges war mit Helene Matzner verheiratet und hatte zwei Töchter. Er starb 1978 in Hollywood bei Los Angeles und wurde im Hillside Memorial Park Cemetery beerdigt.

## Auszeichnungen
- 1959:  „Dimitri Tiomkin International Press Award“ für die beste Hollywood-Story des Jahres

## Werk

### Filmografie
- 1917: Licht und Finsternis / Die Liebe einer Blinden (Drehbuch; Regie: Fritz Freisler)
- 1917: Das schwindende Herz (Drehbuch)
- 1917: Der neue Tantalus (Drehbuch; Regie: k. A.; Propagandafilm für die siebte Kriegsanleihe[8])
- 1919: Der Umweg zur Ehe (Drehbuch; Regie: Fritz Freisler, Conrad Wiene)
- 1919: Seine Durchlaucht der Landstreicher (Drehbuch; Regie: Paul L. Stein)
- 1919: Boccaccios Liebesnächte (Drehbuch)
- 1920: Der unglückliche Erbe (Drehbuch, Regie)
- 1921: Mrs. Tutti Frutti (Drehbuch; Regie: Michael Kertész)
- 1921: Die Nacht der Mary Murton (Drehbuch, Regie)
- 1921: Cherchez la femme (Drehbuch)
- 1922: Die Tochter des Brigadiers (Drehbuch nach Alexandre Dumas[9], Regie)
- 1922: Der Marquis von Bolibar (Drehbuch nach dem Roman von Leo Perutz, Regie)
- 1923: Adam und Eva (Drehbuch, Regie)
- 1925: Der Film im Film (Drehbuch, Regie)
- 1927: Alles will zum Film (Regie)
- 1929: Der Dieb im Schlafcoupé (Drehbuch)

### Hörspiele (Auswahl)
- Tempo, die Zeitung von morgen früh. Uraufführung am 22. April 1929 (Regie: Hans Nüchtern)
- Narkose. Ein Hörspiel. Uraufführung am 16. Dezember 1931 (Regie: Karl Eidlitz)[10]
- Spuk im Dorothy. Uraufführung am 29. März 1936 (Regie: Franz-Josef Engel)[11]
- Liebespaar verschwunden. Eine Hörspiel-Komödie. Uraufführung am 4. Juni 1937 (Regie: Aurel Nowotny)[12]
- Guy Dumond greift ein! Kriminalhörspielreihe. Folge 1: Achtung, Aufnahme los!, Folge 2: Zwischenfall in der Oper. Sendung am 7. Dezember 1937 (Regie: Hans Nüchtern)[13]

### Schriften
- 50 m Filmweisheit. Aus der Werkstatt eines Erfahrenen. Über Filmdichtung, Filmaufnahme, Filmdarstellung. Karl Harbauer, Wien u. Leipzig 1919.[14]
- Der Schritt ins Dunkel. Novellen. Karl Harbauer, Wien u. Leipzig 1919.
- Die Liebe des Thomas Hill. Roman. Waldheim-Eberle, Wien u. Leipzig 1920.
- Das doppelte Ich, Philipp Verlag, Wien 1921 (= Philipps Bücherei, Bd. 46)[15]
- Rrrevolution! Ein Enthüllungsroman. In: Der Tag, 2.–28. September 1924 (Digitalisat bei ANNO)
- Ein junger Mann sucht Abenteuer. Roman.
- Don Juans Abweg. Novellen, 1925.
- Sie will zum Film. Geschichten von klugen Frauen und überklugen Männern. Mein Film-Verlag, Wien o. J. [1926].
- als Hrsg.: Das Harry Liedtke-Buch. Mein Film, Wien o. J. [1926].
- als Hrsg.: Jahrbuch Mein Film-Buch. Mein Film-Verlag, Wien 1926–1933.
- Mensch in Fesseln. Ein Drama um Heinrich Heine. Bukum, Wien u. Leipzig 1930.
- Charlie Chaplin, der Vagabund der Welt. Ein Chaplin Buch. Mein Film-Verlag, Wien 1931.
- Schatten erobern die Welt. Wie Film und Kino wurden, Verlag für Wissenschaft, Technik und Industrie, Basel 1946 .(Vorwort auf porges.net)

Artikel in Periodika (Auswahl)
- Ahasvers Tod. Satirisches Gedicht in: Der Morgen, 26. Oktober 1914, S. 6 (Digitalisat bei ANNO)
- Wiederum friedlich ackern … Gedicht in: Der Götz von Berlichingen, 19. Juli 1919, S. 5 (Digitalisat bei ANNO)
- Peccavimus (= Wir haben gesündigt). Gedicht in: Der Götz von Berlichingen, 13. September 1919, S. 6 (Digitalisat bei ANNO)
- „Kinder in die Garderobe!“. In: Wiener Sonntags-Zeitung / Wiener Sonn- und Montags-Zeitung, 19. Juli 1920, S. 4 f. (online bei ANNO).
- Der Laufbildwart …. In: Wiener Sonntags-Zeitung / Wiener Sonn- und Montags-Zeitung, (Satire über die Verdeutschung von Fachausdrücken), 13. März 1922, S. 5 (online bei ANNO).
- Die Schöpferkraft der Frau. Frauen als Dramatikerinnen. In: Ullsteins Blatt der Hausfrau, 1. Novemberheft 1924, S. 1 (Digitalisat bei ANNO)
- Selbstmordkandidaten vor Gericht. In: Der Morgen. Wiener Montagblatt, 23. Februar 1925, S. 8 f. (online bei ANNO).
- Reform des Happy-end. Übernahme aus Die Bühne in: Illustrierte Filmwoche № 20/1926 (Digitalisat bei e-periodica.ch)
- Elisabeth Bergner in „Liebe“. In: Die Bühne № 125 (1927), S. 32 (Digitalisat bei ANNO)